# 中国古典文学大系
中国古典文学大系（ちゅうごくこてんぶんがくたいけい）は、平凡社が刊行した叢書の一つで、中国の主要な思想・文学の古典典籍を集成したものである。

## 概要
1967年から1975年にかけ全60巻が刊行された。平凡社が過去（1960年前後）に、刊行していた『中国古典文学全集』を、大規模に拡大改訂した形で、書き下し文でなく現代語訳を基に、新しい構想で企画された。内容は五経である『書経』、『詩経』から20世紀初頭の孫文・毛沢東を含む政治論文まで多岐にわたっている。1994年に一括復刊された。
初版刊行時には月報が付されていたが、収められた一部の文章を完結後に、単行本『中国古典文学への招待』で刊行した事もあり、重版時には添付されていない。
同じ紙型を用い普及版として、「奇書シリーズ」が『水滸伝』・『三国志演義』・『西遊記』・『金瓶梅』・『聊斎志異』を、史伝では「中国古典シリーズ」として『抱朴子・山海経ほか』、『春秋左氏伝』や、『史記』、『漢書・後漢書・三国志』が出された。
『墨子』・『顔氏家訓』・『大唐西域記』などは、平凡社東洋文庫で、『紅楼夢』・『聊斎志異』・『閲微草堂筆記』などが、平凡社ライブラリーで、各改訂・改訳を経て再刊された。
他社での再刊は、『三国志演義』（徳間文庫、角川ソフィア文庫）、『水滸伝』（講談社文庫、ちくま文庫）、『金瓶梅』（岩波文庫）で文庫化された。

## 各巻のタイトル
- 『中国古典文学大系 全60巻』平凡社。

1. 書経 ・易経（抄）
2. 春秋左氏伝
3. 論語 孟子 荀子 礼記（抄）
4. 老子 荘子 列子 孫子 呉子
5. 韓非子 墨子
6. 淮南子 説苑
7. 戦国策 国語 論衡
8. 抱朴子 列仙伝 神仙伝 山海経
9. 世説新語 顔氏家訓
10. 史記 上
11. 史記 中
12. 史記 下
13. 漢書・後漢書・三国志列伝選
14. 資治通鑑選
15. 詩経 楚辞
16. 漢・魏・六朝詩集
17. 唐代詩集 上
18. 唐代詩集 下
19. 宋・元・明・清詩集
20. 宋代詞集
21. 洛陽伽藍記 水経注
22. 大唐西域記
23. 漢・魏・六朝・唐・宋散文選
24. 六朝・唐・宋小説選
25. 宋・元・明通俗小説選
26. 三国志演義 上
27. 三国志演義 下
28. 水滸伝 上
29. 水滸伝 中
30. 水滸伝 下
31. 西遊記 上
32. 西遊記 下
33. 金瓶梅 上
34. 金瓶梅 中
35. 金瓶梅 下
36. 平妖伝
37. 今古奇観 上
38. 今古奇観 下 嬌紅記（中国語版）
39. 剪燈新話 剪燈余話 西湖佳話 棠陰比事
40. 聊斎志異 上
41. 聊斎志異 下
42. 閲微草堂筆記 子不語 他
43. 儒林外史
44. 紅楼夢 上
45. 紅楼夢 中
46. 紅楼夢 下
47. 児女英雄伝
48. 三侠五義
49. 海上花列伝
50. 官場現形記 上
51. 官場現形記 下 老残遊記・続集
52. 戯曲集 上
53. 戯曲集 下
54. 文学芸術論集
55. 近世随筆集
56. 記録文学集（東京夢華録・夢渓筆談・揚州十日記他）
57. 明末清初政治評論集
58. 清末民国初政治評論集
59. 歴代笑話選
60. 仏教文学集